# 3653 Klimishin
A 3653 Klimishin (ideiglenes jelöléssel 1979 HF5) a Naprendszer kisbolygóövében található aszteroida. Nyikolaj Sztyepanovics Csernih fedezte fel 1979. április 25-én.